# Harry H. Mason
Harry Howland Mason (* 16. Dezember 1873 im McLean County, Illinois; † 10. März 1946 in Springfield, Illinois) war ein US-amerikanischer Politiker. Von 1935 bis 1937 vertrat er den Bundesstaat Illinois im US-Repräsentantenhaus.

## Werdegang
Noch in seiner Jugend zog Harry Mason mit seinen Eltern nach Delavan im Tazewell County, wo er die öffentlichen Schulen besuchte. Danach wurde er im Zeitungsgeschäft und Verlagsgeschäft tätig. Seit 1903 lebte er in Pawnee. Später schlug er als Mitglied der Demokratischen Partei eine politische Laufbahn ein. In den Jahren 1930 bis 1933 gehörte er zum Stab des Kongressabgeordneten James Earl Major. Von 1933 bis 1934 war er Kämmerer bei der Verwaltung im Sangamon County.
Bei den Kongresswahlen des Jahres 1934 wurde Mason im 21. Wahlbezirk von Illinois in das US-Repräsentantenhaus in Washington, D.C. gewählt, wo er am 3. Januar 1935 die Nachfolge des zurückgetretenen James Earl Major antrat. Da er im Jahr 1936 auf eine erneute Kandidatur verzichtete, konnte er bis zum 3. Januar 1937 nur eine Legislaturperiode im Kongress absolvieren. Während dieser Zeit wurden dort weitere New-Deal-Gesetze der Bundesregierung unter Präsident Franklin D. Roosevelt verabschiedet.
Nach dem Ende seiner Zeit im US-Repräsentantenhaus arbeitete Harry Mason wieder in der Zeitungs- und Verlagsbranche. Er starb am 10. März 1946 in Springfield und wurde in Delavan beigesetzt.